# Katharina und ihre wilden Hengste
Katharina und ihre wilden Hengste ist ein zweiteiliger deutscher pornografischer Spielfilm des Produzenten Alois Brummer aus dem Jahr 1983. Die Softcoreversion erschien am 22. Februar 1983 unter dem Titel Katharina – Die nackte Zarin als Spielfilm in den Kinos.

## Handlung
Der Film spielt in Russland im Jahr 1775. Katharina die Große ist Herrscherin und steht auf dem Höhepunkt ihrer Macht. Die Herrscherin widmet sich jedoch lieber dem sexuellen Treiben ihres Hofstaates als den Tagesgeschäften. Eine Horde von Kosaken, die von Pugatschow angeführt wird, bedroht die Landbevölkerung. Die Rebellen ziehen brandschatzend durch das Land. Währenddessen vergnügt sich die Zarin in Sankt Petersburg bei Gruppensex-Orgien. Ein Leutnant aus Wien will Russland aus dieser Situation befreien und stellt sich dem Treiben entgegen.

## Hintergrund
Der Film erschien, wie das damals noch häufig der Fall war, in einer Softcore- und einer Pornoversion. Die Softsexfassung trägt den Titel Katharina – Die nackte Zarin und alternativ Katharina – Exzesse am Zarenhof. Der in der Kinofassung 117 Minuten, in der Fassung von All-Video dagegen nur 97 Minuten lange Film enthält keine expliziten Sexdarstellungen, aber viele Gewaltszenen.
Daneben gab es mindestens zwei Hardcorefassungen Katharina – Die Sado-Zarin und Katharina und ihre wilden Hengste. Im Jahr 2005 wurde von der Produktionsgesellschaft Herzog Video ein zweiteiliger Director’s Cut des Films auf DVD veröffentlicht. Die vollständigen Titel lauten: Katharina und ihre wilden Hengste – 1. Teil – Die Hure von St. Petersburg (bzw. bei IMDb: Katharina und ihre wilden Hengste, Teil 1 – Katharina, die nackte Zarin) und Katharina und ihre wilden Hengste – 2. Teil – Die Sado-Zarin kennt keine Gnade.

## Kritiken (zur Softcore-Fassung)
„Während ein rebellischer Kosakenhauptmann das Imperium bedroht, ergeht sich der russische Hof in amourösen Vergnügungen. Die krude Mischung bietet hinreichend Anlass, neben den einschlägigen Sexszenen dieses Genres, das sich schamlos wohl allmählich aller Zeitepochen unserer Geschichte bemächtigt, einem historisch wenig bewanderten Publikum Brutalitäten en masse zu bieten. (…) Wir raten ab.“

Das Lexikon des internationalen Films verkürzt dies zu „Die krude Mischung aus Abenteuer und Historie offeriert Sex und Brutalitäten en masse.“

„Die lüsterne russische Zarin Kathi läßt einen edlen Offizier, der sich ihr verweigert, in die Palastgrüfte werfen. Orgien und Ausschweifungen machen den Rest dieses jämmerlichen Softpornos aus.“

## Videoveröffentlichung
Beide Teile des Filmes erschienen 1986 als Videos in der Langfassung (je 90 Minuten) bei tabu video.